# حادثه ۱۳۹۶ اشترانکوه
حادثهٔ ۱۳۹۶ اشترانکوه روز ۱۶ آذر رخ داد که در این حادثه با ریزش بهمن در منطقهٔ اشترانکوه ۹ کوهنورد جان باختند و ۶ کوهنورد دیگر زنده ماندند. اشترانکوه رشته‌کوهی به طول حدود ۵۰ کیلومتر است که در سلسله کوه‌های زاگرس قرار دارد و ارتفاع بلندترین قله آن به ۴۱۵۰ متر می‌رسد. اشترانکوه به «آلپ ایران» شهرت دارد.
قله کول‌جنو یا کول‌جنون به معنی کوه صدادار شناخته می‌شود و این منطقه از زاگرس به بهمن‌های «بسیار مهیب و خطرناک» شهرت دارد. این تیم قصد صعود به این قله را داشتند که در بازگشت ریزش بهمن آن‌ها را گرفتار کرد.
روز پنج‌شنبه ۱۶ آذر ۱۳۹۶ یک تیم ۱۴ نفره کوهنوردی از مشهد که متشکل از ۱۲ مرد و ۲ زن بودند به قصد صعود به قلهٔ کل‌جنو در منطقهٔ اشترانکوه به استان لرستان سفر کردند و در شهرستان الیگودرز یک راهنمای کوهنوردی محلی به نام «امان‌الله جوکار» نیز به آن‌ها ملحق شد.

## عملیات جستجو
عملیات جستجو و نجات توسط جمعیت هلال احمر ازنا در ساعت ۳:۲۰ بامداد جمعه ۱۷ آذر با دریافت گزارشی مبنی بر گرفتار شدن کوهنوردان در برف و کولاک آغاز می‌شود. پس از اعلام مأموریت به پایگاه اورژانس هوایی الیگودرز پس از طلوع آفتاب بالگرد این پایگاه به منطقهٔ مورد نظر اعزام می‌شود که ابتدای جستجو ۷ کوهنورد مستقر در جانپناه پیدا می‌شوند. با گشت زنی مجدد بالگرد پیکر یکی از جانباختگان به نام حمل علیرضا عاملی که در سرما گرفتار بوده پیدا شده و فوراً به بیمارستان شهید ولیان الیگودرز منتقل می‌شود که علیرغم انجام عملیات احیا اما در نهایت علیرضا زنده نمی‌ماند. جستجو برای یافتن دیگر کوهنوردان در روز جمعه بی‌نتیجه می‌ماند و جستجو در روز شنبه از نو گرفته می‌شود. روز شنبه پیکر مرتضی غلامپور، مجیدزاده‌تراب، امان‌الله جوکار، ناصر اکبری، مهشید جان‌محمدی، اکرم حقانی و علی قاسم‌زاده از عمق دو متری زیر بهمن پیدا می‌شود. جستجو برای یافتن پیکر نفر آخر این حادثه هفت روز به طول انجامید. سرانجام پس از هفت روز جستجو توسط جمعیت هلال احمر، کوهنوردان داوطلب و بومیان داوطلب منطقه آخرین پیکر که متعلق به «سیدعلی حسینی» بود یافت شد.

## علت حادثه
رضا زارعی، رئیس فدراسیون کوهنوردی و صعودهای ورزشی دربارهٔ علت این حادثه گفت:

در وهله اول این موضوع را به خانواده کوهنوردی و اعضای محترم و داغدار خانواده‌های ورزشکاران عزیز از دست رفته تسلیت می‌گویم. این تیم متشکل از ۱۵ نفر با هماهنگی با هیئت خراسان رضوی اقدام به صعود در اشترانکوه کردند که متأسفانه دچار حادثه بهمن شدند. من دو ایراد به این تیم می‌گیرم یکی اینکه تعداد نفرات گروه فنی زیاد بود و دوم اینکه این گروه به هشدارهای هواشناسی بی‌تفاوت بودند و شاید اگر به این دو موضوع توجه می‌کردند شاهد بروز این حادثه تلخ نبودیم.

## اعضاء تیم

### جانباختگان
- مرتضی غلام‌پور (سرپرست)
- ناصر اکبری (مسئول فنی)
- امان‌الله جوکار (راه‌بلد محلی)
- علیرضا عاملی
- مجیدزاده‌تراب
- مهشید جان‌محمدی
- اکرم حقانی
- علی قاسم‌زاده
- سیدعلی حسینی

### بازماندگان
- سروش قادری
- محسن اشرفی
- حسن موسوی‌پور
- محمود فرنوش‌فر
- امیر تقی‌زاده
- سیدرضا وحیدی

## واکنش‌ها
- حسن روحانی، رئیس‌جمهور: «کوهنوردان شجاعی که برای قله رفتند و با سقوط بهمن از دامنه اشترانکوه به آسمان صعود کردند؛ روحشان شاد و آرامش‌شان ابدی»[۵]
- اسحاق جهانگیری، معاون اول رئیس‌جمهور: «حادثه تأسف‌برانگیز درگذشت تعدادی از کوهنوردان ورزشکار کشورمان بر اثر سقوط بهمن در ارتفاعات اشترانکوه منطقه لرستان موجب تأثر و تألم شد»[۶]
- مسعود سلطانی‌فر، وزیر ورزش و جوانان: «خبر ناگوار حادثه بهمن برای گروهی از کوهنوردان عزیز کشور در ارتفاعات اشترانکوه، جمعه تلخ و ناگواری را برای من و همکارانم در ورزش کشور و مسئولین استان لرستان رقم زد»[۷]
- علیرضا رشیدیان، استاندار خراسان رضوی: «حادثه دلخراش سقوط بهمن در منطقه اشترانکوه استان لرستان که موجب از دست دادن تنی چند از کوهنوردان عزیز خراسانی و لرستانی شد موجب تأثر مردم استان و کشور شد»[۸]
- شهناز رمارم، عضو شورای شهر مشهد: «فاتحانی که کنج عافیت نطلبیدند، جسم و روح بلندپروازشان را با جوهر صبر و استقامت پالودند و در انتهای داستان زندگی در راهی که بدان عشق می‌ورزیدند جانشان را نثار کردند.»[۹]
- حزب کارگزاران سازندگی: «در غم عروج فاتحان سربلند قله‌ها، قامت کوهستان هم خمیده است؛ واژه‌ها محزون‌اند و نای برآمدن ندارند. بهمنی که بر سر ما فرود آمد از شنیدن خبر بال گشودن کوهنوردان عاشق خراسانی، در لباس‌هایی که بوی فراز می‌داد، آن‌چنان مهیب بود که کلام در برابرش یخ می‌بندد. هرچند برای آنان که عاشق‌اند؛ خوش‌ترین مرگ، خفتن در جوار معشوق است»[۱۰]
- سید ابراهیم رئیسی: «ضایعه درگذشت ورزشکارانی که استوار بر بلندای قله گام نهادند و ناباورانه در حادثه سقوط بهمن روحشان به صعود و آرامش ابدی رسید، موجب تأسف و تأثر گردید»[۱۱]
- علی لاریجانی، رئیس مجلس شورای اسلامی: «به خانواده محترم کوهنوردان عزیز که در حادثه اخیر جان خود را از دست دادن تسلیت می‌گویم».[۱۲]